# Asteroid de tip G

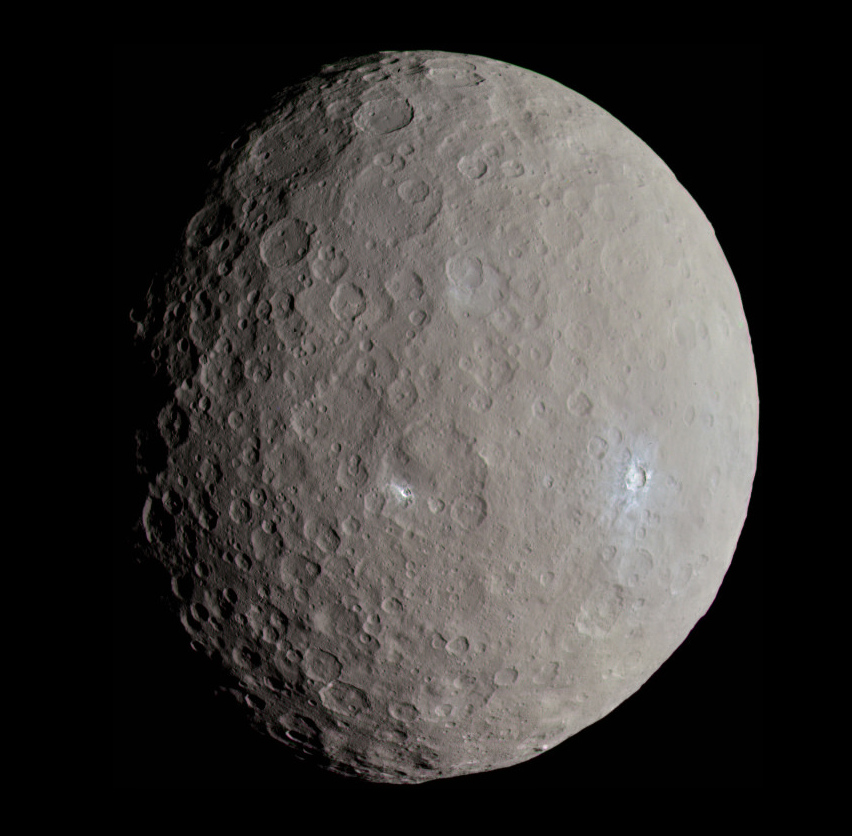
Ceres, cel mai mare asteroid de tip G

Asteroizii de tip G sunt un tip rar de asteroizi care intră în componența grupului de asteroizi carbonici și în principiu după caracteristică ei sunt asemănători cu cei de tip C. Din acest tip de asteroizi face parte singura planetă pitică din centura de asteroizi - 1 Ceres